# Förvaltningsområdet för meänkieli
Förvaltningsområdet för meänkieli omfattar de kommuner i Sverige där de meänkielispråkiga invånarna har vissa lagstadgade rättigheter gällande språk och kultur.

## Innebörd
De med meänkieli som modersmål och bor i förvaltningsområdet för meänkieli har uttrycklig rätt att använda sitt modersmål i offentliga sammanhang, bland annat inför myndigheter och domstolar. Det föreskrivs särskilt, att rätten att få använda det egna modersmålet är inte beroende av den enskilde individens kunskapsnivå i majoritetsspråket. Myndigheterna skall se till att det anställs personal med kunskaper i meänkieli.  
Vidare framgår bland annat att det "allmänna [ska] även i övrigt främja de nationella minoriteternas möjligheter att behålla och utveckla sin kultur i Sverige".

## Folkrätten
Utgångspunkten för den nuvarande svenska minoritetspolitiken är Sveriges folkrättsliga åtaganden enligt Europarådets två konventioner rörande minoriteter: ramkonventionen om skydd för nationella minoriteter och den europeiska stadgan om landsdels- eller minoritetsspråk. 

## Omfattning

### Ursprunglig omfattning år 2000
Sverige fick den 1 april 2000 en lag om rätten att använda finska och meänkieli (muntligt och skriftligt) hos förvaltningsmyndigheter i fem kommuner:
- Gällivare kommun
- Haparanda kommun
- Kiruna kommun
- Pajala kommun
- Övertorneå kommun

### Utökning 2010
Den 1 januari 2010 trädde Lag (2009:724) om nationella minoriteter och minoritetsspråk, även kallad minoritetslagen, i kraft. 

### Utökning 2011
Den 1 februari 2011 tillkom en kommun (totalt sex kommuner):
- Kalix kommun

### Utökning 2018
Den 1 februari 2018 tillkom en kommun (totalt sju kommuner):
- Luleå kommun

### Utökning 2019
Minoritetslagen reviderades 2019 för att ytterligare stärka rättigheter och skyldigheter. Detta innebar bland annat att kommunerna I förvaltningsområdet och regionerna är "skyldiga att anta mål och riktlinjer för sitt minoritetspolitiska arbete och dessa ska på begäran kunna lämnas ut till den myndighet som har uppföljningsansvar för lagen".
Den 1 februari 2019 tillkom en kommun (totalt åtta kommuner):
- Stockholms kommun

### Utökning 2020
Den 1 januari 2020 tillkom en kommun (totalt nio kommuner):
- Umeå kommun